# 1612
1612 је била преступна година.